# Henning Larsen
 Der er flere personer med dette navn, se Henning Larsen (atlet).
Henning Gøbel Larsen (20. august 1925 i Opsund - 22. juni 2013 i København) var en dansk arkitekt. Han er bl.a. kendt for Operaen i København og Udenrigsministeriets bygning i Riyadh.
Han var uddannet på Kunstakademiets Arkitektskole i København i 1952. Han modtog også undervisning på The Architectural Association, London og *The MIT School of Architecture, Boston.
I 1959 oprettede han sin egen tegnestue, Henning Larsen Tegnestue A/S, det der senere blev til Henning Larsen Architects.

## Tegnestuer
- 1952 Grassold & Johnsson Architects in Milwaukee, Wisconsin
- 1952-53 Arne Jacobsens Tegnestue
- 1958 Jørn Utzons Tegnestue
- 1956-59 samarbejde med Brüel, Bornebusch & Selchau
- 1959 Etablerer sin egen tegnestue, Henning Larsens Tegnestue A/S, sidenhen Henning Larsen Architects

## Undervisning
- 1958-1996 Professor ved Kunstakademiets Arkitektskole i København
- 1964 Yale University
- 1965 Princeton University
- 1966 Arkitektskolen i Aarhus
- 1967 Arkitektskolen i Trondheim, Norge

## Udmærkelser
- 1965: Eckersberg Medaillen
- 1981: Betongtavlen (norsk) for Universitetet i Trondheim, Dragvoll[2]
- 1984: Træprisen
- 1985: C.F. Hansen Medaillen
- 1985: Æresmedlem (Honorary Fellow) af The American Institute of Architects (AIA)
- 1986: Prins Eugens Medalje
- 1987: Statens Kunstfonds livsvarige kunstnerydelse
- 1987: The Daylight and Building Component Award
- 1987: The International Design Award, England
- 1987: Nykredits Arkitekturpris
- 1987: Velux Fondens Arkitekturpris
- 1987 og 1990: Danske Arkitekters Landsforbunds Arkitekturpris
- 1987 og 1990: Marble Architecture Award, Carrara
- 1988: Domino's 30" Award, Top 30 Architects for 1988, USA
- 1989: Aga Khan Award for Architecture
- 1990: Æresmedlem (Honorary Fellow) af The Scottish Incorporation of Architects
- 1990: Æresmedlem af Bund Deutscher Architekten
- 1991: Æresmedlem (Honorary Fellow) af The Royal Institute of British Architects (RIBA)
- 1991: Murerprisen
- 1992: Läkerols Kulturpris
- 1997: Kasper Salin-prisen (svensk) for Malmö stadsbibliotek.[3]
- 2000: Æresmedlem af Det Kongelige Akademi for de Skønne Kunster
- 2005: Ridder af 1. grad af Dannebrogordenen (15. januar)
- 2012: Praemium Imperiale

## Byggerier
- 1957 Vangeboskolen, Holte
- 1958 Sct. Jørgens skole , Roskilde
- 1961 Roskilde Kapelkrematorium (med udvidelse 1996)
- 1965 Klostermarkskolen, Roskilde
- 1967 Kapelkrematorium, Vestre Kirkegård, Aarhus
- 1968 Universitetscenteret på Dragvoll ved NTNU, Trondheim, Norge
- 1976-1982 Freie Universität Berlin, afsnit for fysik
- 1977 Tilbygning, privat villa, Bukkeballevej 88, Rungsted Kyst
- 1979-81 Høje-Taastrup Amtsgymnasium.
- 1982-87 Handelshøjskolen og Dalgas Have boliger, Frederiksberg
- 1982-84 Udenrigsministeriet, Riyadh
- 1984-85 Gentofte Hovedbibliotek, Ahlmanns Allé 6
- 1986-1988 Den Kongelige Danske Ambassade i Riyadh, Saudi-Arabien
- 1993-1994 Enghøj Kirke, Randers
- 1993-1994 BT-Husets hjørnetilbygning, Kr. Bernikowsgade 6
- 1997 tilbygning til Ny Carlsberg Glyptotek
- 1995 Handels- & Ingeniørhøjskolen i Herning
- 1995 Egebjerggård, Ballerup
- 1994-1999 tilbygning til Malmø Stadsbibliotek, Malmø
- 1999 Nordeas hovedsæde, København
- 1999 Mærsk Mc-Kinney Møller Instituttet, Syddansk Universitet, Odense
- 2000 Kombineret sommerhus og atelier, Drosselvej 1, Vejby Strand
- 2001 Ferring International Center, Ørestaden
- 2004 Operaen, København
- 2006 Bølgen i Vejle
- 2008 Terminal 4 i Kastrup Lufthavn
- 2011 Harpa - Reykjavik Koncertsal